# 她的搖擺上路
《她的搖擺上路》是由艾曼紐·貝考執導的一部2013年法國電影，並入圍2013年第63屆柏林影展競賽單元。

## 劇情綱要
女主角貝蒂（凱撒琳·丹尼芙飾）身為一家餐館的經營者，也曾是法國選美佳麗的「布列塔尼小姐」，但是愛情、家庭與事業都出現了瓶頸。貝蒂就快被生活瑣事悶得喘不過來，某天在自己經營的餐館突然想開車外出透透氣，卻演變成離家出走的意外戲碼。為了想要買一包菸卻開上大老遠的路，在途中遇到的新朋友與經歷讓貝蒂笑顏逐開。已經出嫁且關係不睦的女兒在貝蒂開車上路的旅程撥了一通電話希望母親能接送外孫到爺爺家安置，沒想到生命在此轉了個彎，讓年屆七旬的貝蒂重新體會到親情、朋友的寶貴，與生命的無限可能。

## 演員
- 凱撒琳·丹尼芙